# Verbena de San Antonio de la Florida

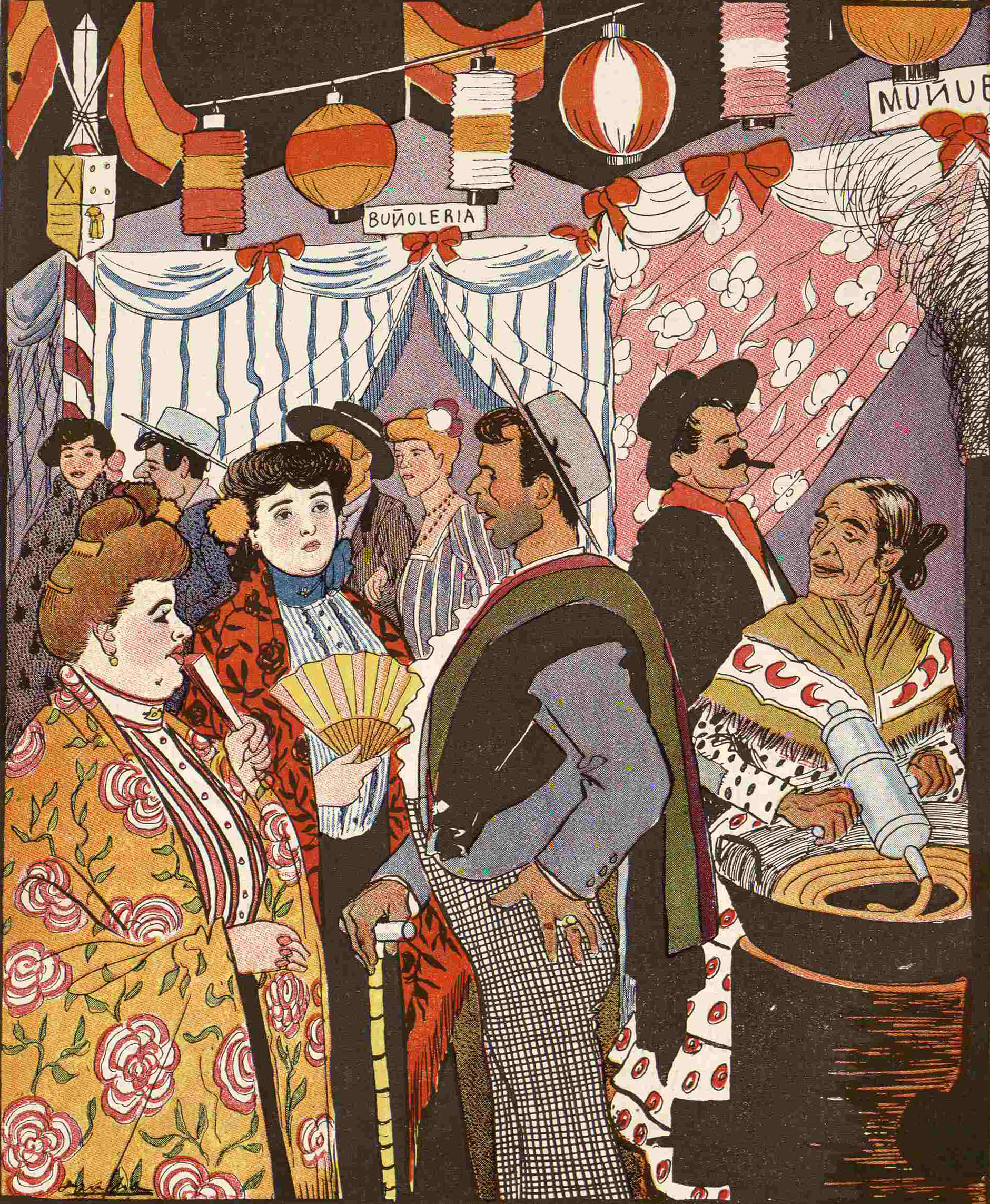
«La primera verbena». Ilustración de Francisco Sancha (¡Alegría!, 1907).

La fiesta de San Antonio de la Florida (denominada popularmente también como verbena de San Antonio de la Florida) es una festividad popular celebrada anualmente cada 13 de junio en honor a San Antonio en la ciudad de Madrid. El lugar de congregación de la romería por el paseo de la Florida hacia la ermita de San Antonio de la Florida. Según la tradición popular la fiesta nace con la costumbre de unas modistillas madrileñas del siglo XIX que vertían trece alfileres en agua bendita de la pila bautismal de la ermita, simulando el acto de las arras matrimoniales. El objeto de esta tradición popular es la de invocar a San Antonio como casamentero (procurador de novios). Es tradicionalmente una de las primeras verbenas del año, tal y como rezan unos versos de Antonio Trueba: "La primera verbena que Dios envía es la de San Antonio de la Florida".
Las celebraciones religiosas por San Antonio (originario de Lisboa) ocurren simultáneamente el 13 de junio, en la parroquia de la Santa Cruz de la calle Atocha y corren a cargo de la Real Congregación de San Antonio "el Guindero" (denominada popularmente como: de los "guinderos") distribuyendo panes y cerezas entre sus feligreses. A comienzos del siglo XXI la fiesta popular de la Florida se ha trasladado al vecino parque de la Bombilla, lugar donde se realizan las celebraciones populares, las verbenas nocturnas y los concursos temáticos. 

## Historia

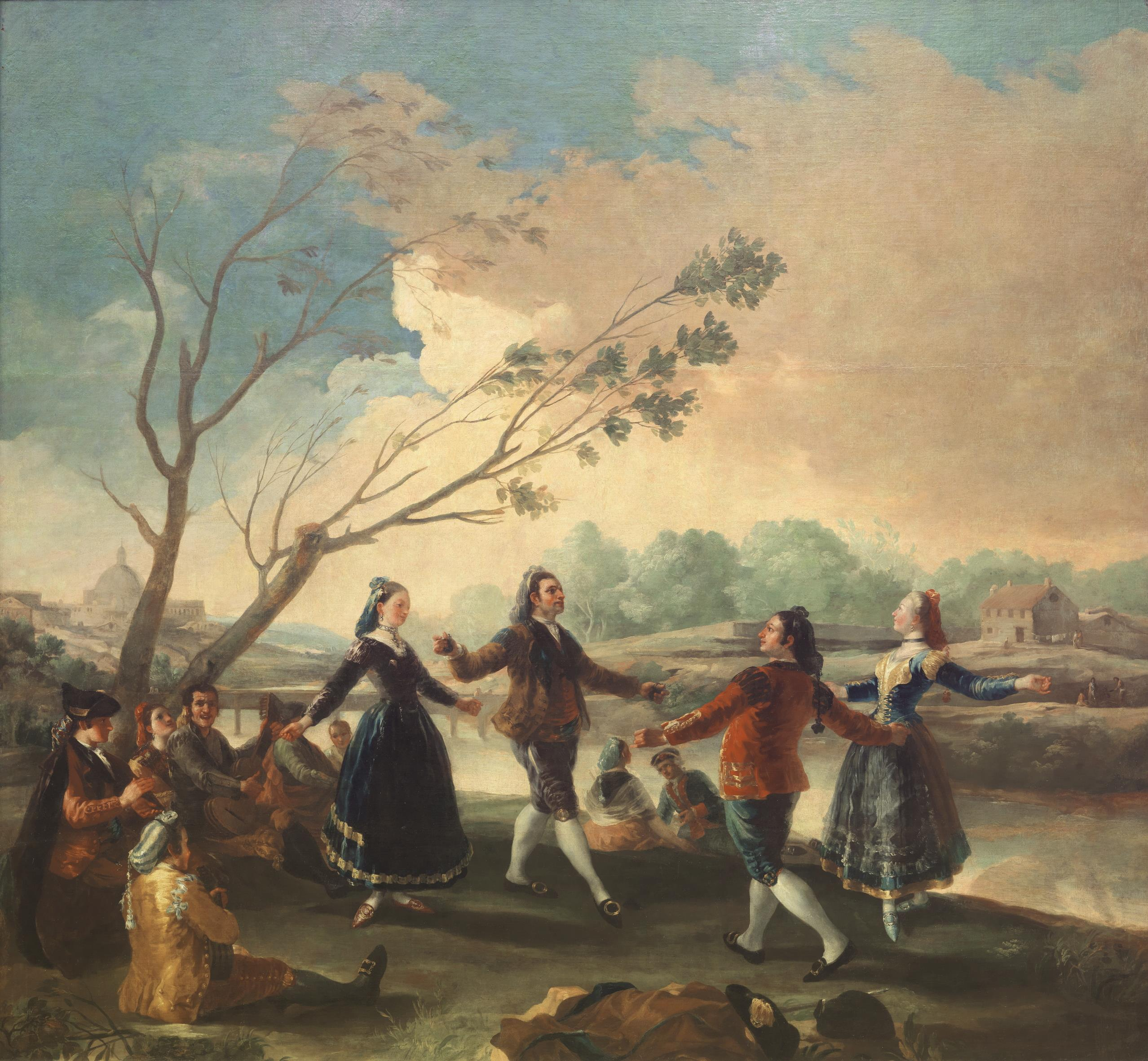
El baile de San Antonio de la Florida.

La ermita de San Antonio se concluyó en 1798 a orillas del río Manzanares, en honor a Antonio de Padua. El 13 de junio corresponde a la fecha en que fue canonizado. La ermita existente a comienzos del siglo XXI es ya la cuarta edificación religiosa ubicada en ese lugar. En 1720 existía una Virgen de Gracia en las cercanías de la puerta de San Vicente, en un humilladero que posteriormente fue re-edificado por José de Churriguera. La incorporación, por parte de un soldado, de una figura de San Antonio hizo que durante un tiempo fuera adorado en romería como Nuestra Señora de Gracia y de San Antonio. Es muy posible que las lavanderas de la ribera del río Manzanares cultivaran la devoción a esa advocación mariana. A finales del siglo XVII y comienzos del XVIII, no existía en Madrid una romería o verbena dedicada específicamente al santo, aunque comenzaba a ser popular entre los madrileños.

### Los "Guinderos"

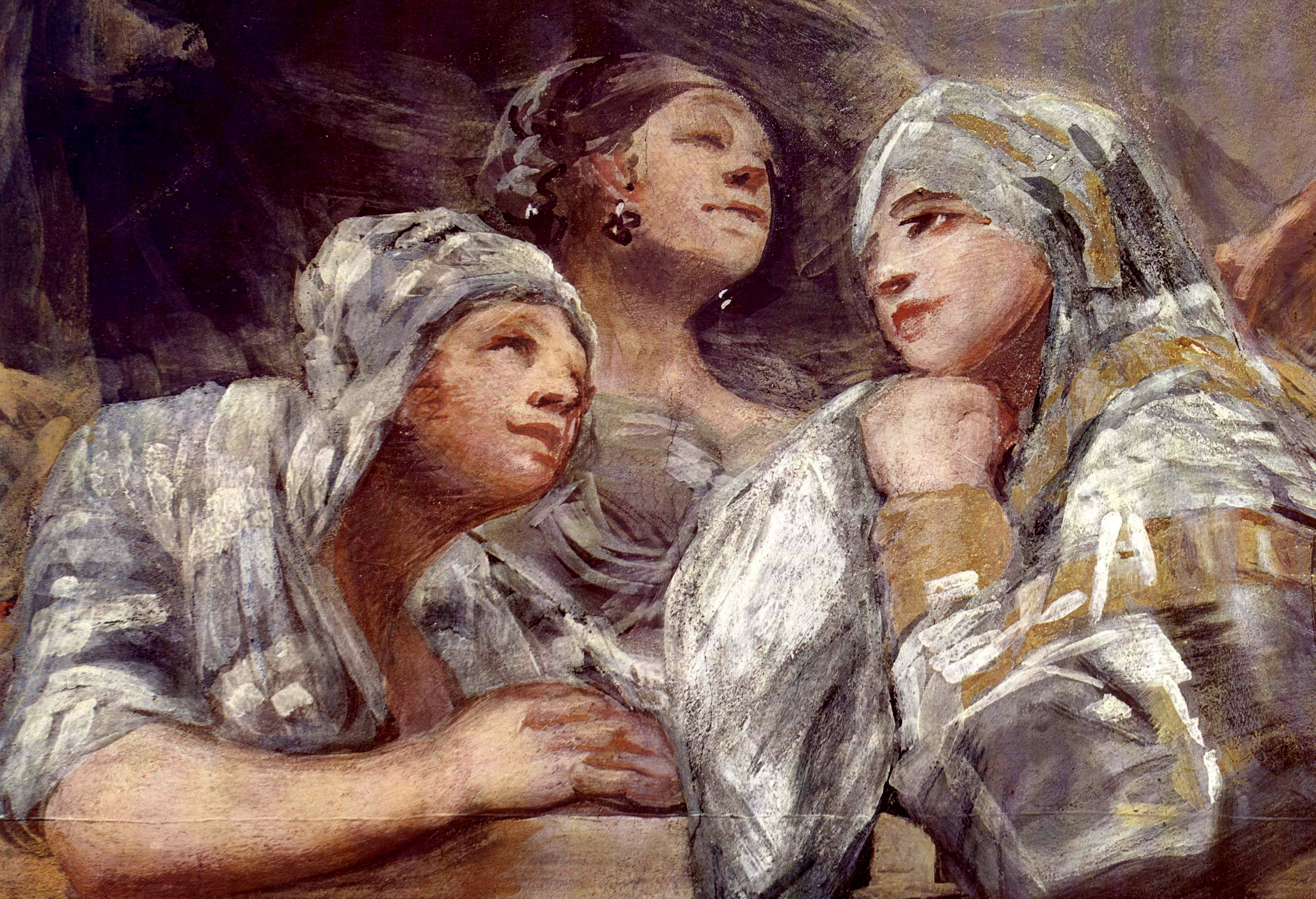
Ejemplo de las mujeres ataviadas en la época.

La devoción por San Antonio de Padua era muy extendida en la ciudad de Madrid durante el primer tercio del siglo XVII. A sus seguidores se les denominaba con el mote: "guinderos". La razón de este apelativo era que sus devotos portaban un escapulario en el cuello con la representación de una guinda y llegado el 13 de junio ofrecían las denominadas cerezas del santo. La congregación de los guinderos nace de una leyenda madrileña en la que un campesino arriero que subía por la cuesta de la Vega con su burro cargado de cerezas para ser vendidas en el mercado de los Mostenses, derramó su mercancía por rotura de los amarres de la carga. Al ver las cerezas rodando cuesta abajo, el campesino rezó a San Antonio solicitando su ayuda. Al poco tiempo un monje apareció ayudando al campesino a recoger todas las cerezas derramadas por la calle. Al finalizar, el monje hizo prometer al campesino que llevaría un puñado de las mismas a la parroquia de San Nicolás al terminar su venta del cargamento. Cuando, al finalizar su jornada, el campesino se dirigió a la iglesia la encontró vacía, comprobando que el monje era San Antonio de Padua por la representación que había de él en un cuadro. El cuadro que sacó de dudas al campesino se encuentra en la actualidad en una de las capillas de la iglesia de la Santa Cruz.

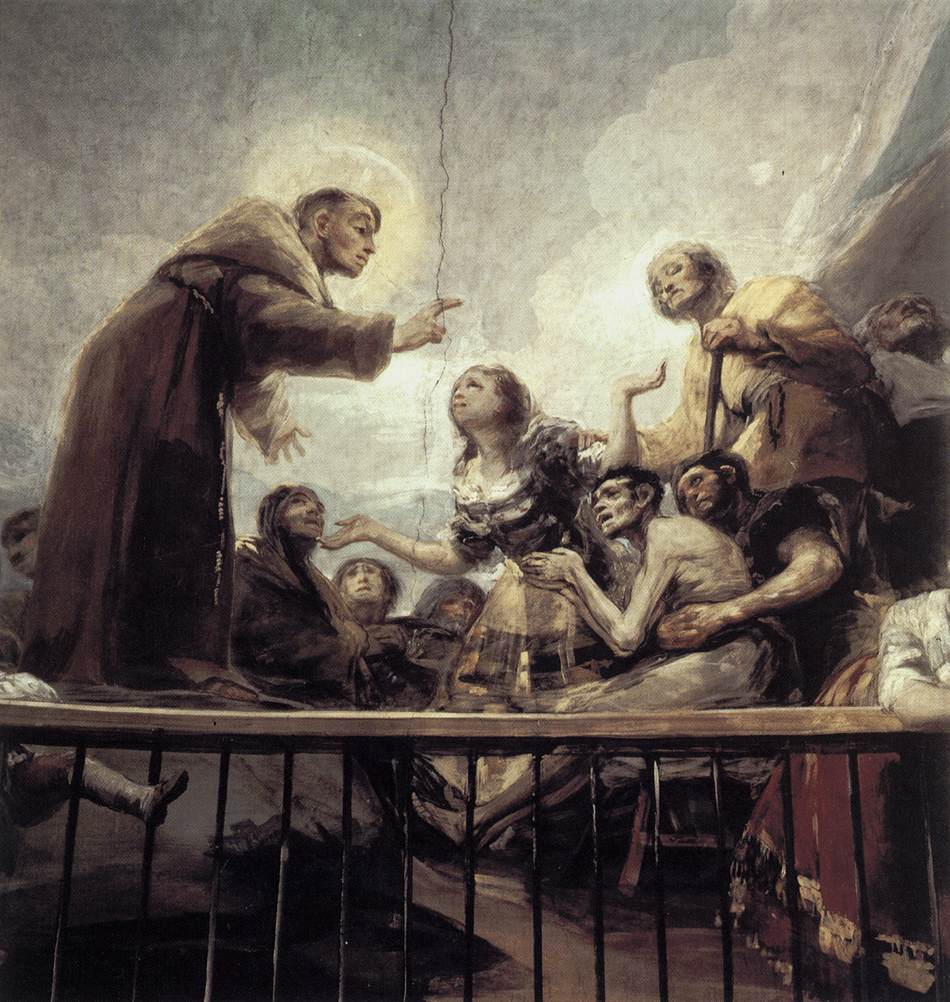
Milagro de San Antonio en los frescos del interior de la ermita.

La Real Congregación de San Antonio "El Guindero" (denominada popularmente como: de los "guinderos"), fue fundada en el año 1720, y ya conmemoraba el milagro del campesino en la cuesta de San Vicente. La Real Congregación tenía su sede en la iglesia de Santa Cruz (ubicada al comienzo de la calle de Atocha), y custodia en la actualidad el cuadro que dio origen al milagro. En simultaneidad con la verbena de San Antonio de la Florida, el 13 de junio de cada año se celebra la devoción por el santo repartiendo ese día panes y guindas entre sus feligreses. 
A finales del siglo XVIII, el diseño de un nuevo trazado que rehabilitó la salida de la capital durante el reinado de Carlos III (al igual que hizo con la calle de Alcalá y la puerta homónima), provocó la demolición en 1768 de la vieja ermita en el paseo de la Florida. El arquitecto Francesco Sabatini diseñó la carretera del Pardo que parte de la puerta de San Vicente, al tiempo que delineó también el proyecto de una nueva ermita. Esta ermita, la segunda en la serie de ermitas construidas en el lugar, tuvo una corta existencia de veintidós años. Se construyó más alejada del núcleo urbano que la anterior, en las estribaciones de la montaña del Príncipe Pío. Se desconoce su diseño, al no haberse conservado planos ni trazas, y su emplazamiento únicamente se conoce por el plano de Antonio Espinosa de los Monteros, de 1769, pero según Sabatini se construyó aprovechando materiales de la desmontada ermita anterior.

### La verbena y su nueva ermita

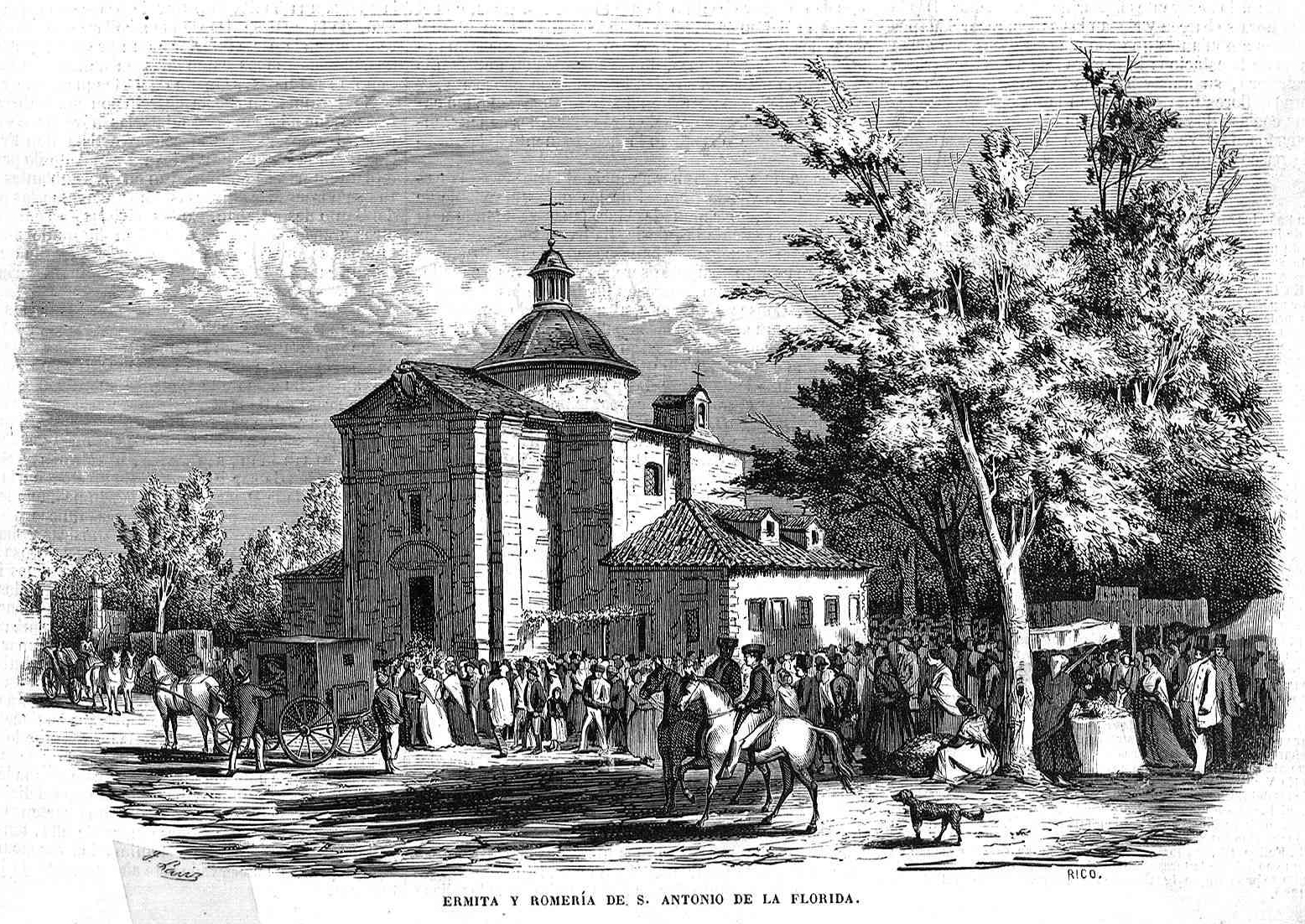
Ermita y romería de San Antonio de la Florida (El Museo Universal, 1857)

La ermita de Sabatini fue demolida en 1792 durante el reinado de Carlos IV con motivo de una nueva remodelación urbanística de la zona, tras la adquisición por el monarca de la finca de la Florida al marqués de Castel-Rodrigo. La nueva ermita se desplazó aún más lejos del núcleo poblacional, ocupando la posición de la glorieta que tiene a inicios del siglo XXI. De su diseño y construcción se ocupó el arquitecto italiano Felipe Fontana, encargado del proyectado Real Sitio de la Florida. En su interior Francisco de Goya pintó unos frescos sobre este edificio en los que representó uno de los milagros más famosos del santo. Cabe destacar la representación de los hombres y mujeres ataviados de majos, chisperos y chulapos. El rey tenía intención de disfrutar de la ermita como capilla real durante su estancia en el palacio de la Florida. El 12 de julio de 1799 se estrenó la capilla de la ermita. Algunos ilustradores de la época como José Gómez de Navia describen el paseo de la Florida a finales del siglo XVIII.
La ermita fue convertida en parroquia en 1881. Este cambio perjudicó el microclima de los frescos de Goya debido al humo de los cirios. Fue declarada monumento nacional en 1905. Con el objeto de promover el acceso a la zona, se decidió encargar el diseño del puente de la Reina (en substitución del denominado Puente Verde) al arquitecto José Eugenio Ribera en 1909. Este nuevo puente permitió el acceso de las poblaciones de ambas orillas del río. En 1919 se trasladaron los restos de Goya desde la Sacramental de San Isidro a la ermita. Se colocó igualmente una imagen del pintor esculpida por José San Bartolomé Llaneces. La preocupación por el estado de conservación de los frescos de Goya hicieron que se encargue al arquitecto Juan Moya Idígoras una nueva ermita que se comenzó a edificar en 1925. Esta nueva ermita, gemela de la anterior, se dedicó exclusivamente a los oficios religiosos. La Real Academia de Bellas Artes de San Fernando es la encargada del cuidado de la ermita, en la que se celebra misa los días 30 de marzo y 16 de abril, fechas del nacimiento y muerte de Francisco de Goya y Lucientes.

### Los inicios de la verbena popular

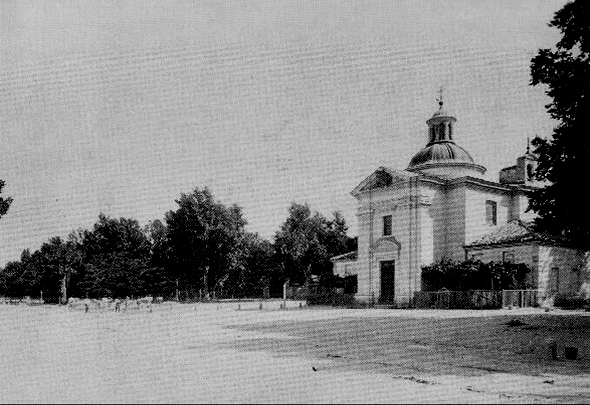
Paseo de la Florida en 1890.

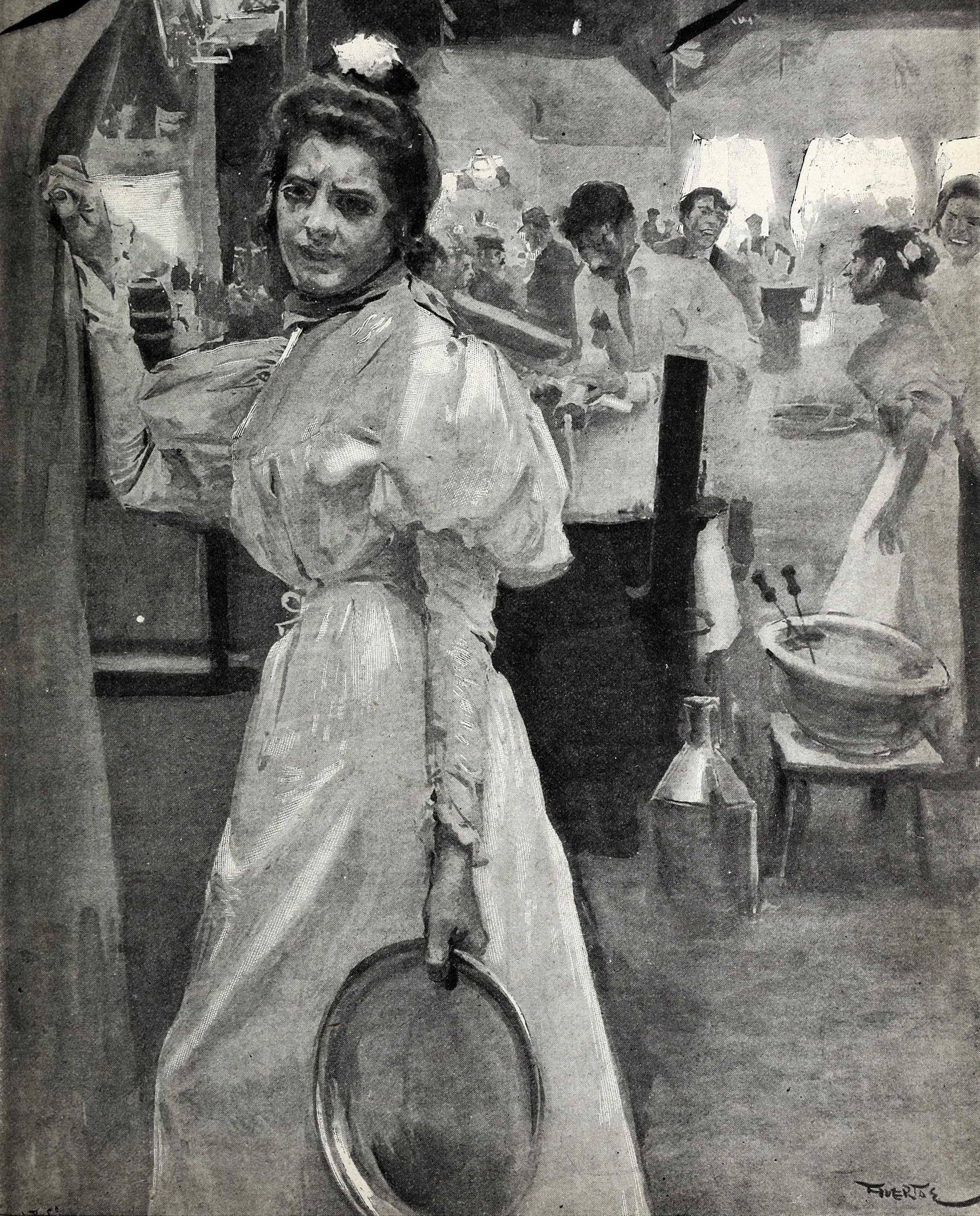
«En la verbena de San Antonio». Ilustración de Ángel Díaz Huertas (1897).

Con la finalización del siglo XIX, y comienzos del XX, los nuevos medios de transporte acortaron los tiempos empleados para recorrer las distancias entre la capital y los tranvías hicieron posible el traslado de los madrileños a las zonas de la verbena. Uno de los más solicitados y populares era el tranvía número ocho, que salía de la Puerta del Sol y finalizaba en el paseo de la Florida, junto a la ermita. La construcción de la estación del Norte y la apertura de la Casa de Campo dieron vitalidad a la zona. La primacía en el calendario verbenero de Madrid fue rota durante los años veinte y cincuenta del siglo XX, debido a la existencia de otra nueva verbena denominada de San Fernando celebrada el 30 de mayo, denominada popularmente de la Princesa (por tener la calle de la Princesa como eje viario). 
Durante el primer tercio del siglo XX la verbena no se celebró junto a las ermitas, sino en la otra margen del río, lugar de merederos y puestos de chocolate. Era frecuente que en el periodo de verbena una multitud de campesinos se adentraran a Madrid por la Puerta de San Vicente con la intención de colocar sus puestos de verduras y frutas. La afluencia de personas permitía una mayor venta de sus productos. Durante la Guerra Civil la zona quedó inmersa en un frente de batalla que interrumpió su celebración por espacio de un lustro. A pesar de la cercanía con el frente las dos ermitas no sufrieron daños: existen reportes de proyectiles que cayeron en las cercanías.

## Costumbres y celebración
Al ser la primera verbena clásica madrileña que se celebra en el año, convoca a gran parte de los madrileños. La fiesta de San Antonio tiene componentes populares y religiosos. Algunos de los componentes populares, como el ritual de los alfileres se fundamenta en la tradición y pervive con el tiempo con su simbología unida a un santo casamentero. Otras como la tradición de los panes, meramente religiosa, queda aparentemente en un segundo plano dentro de las celebraciones.  

### El ritual de los alfileres

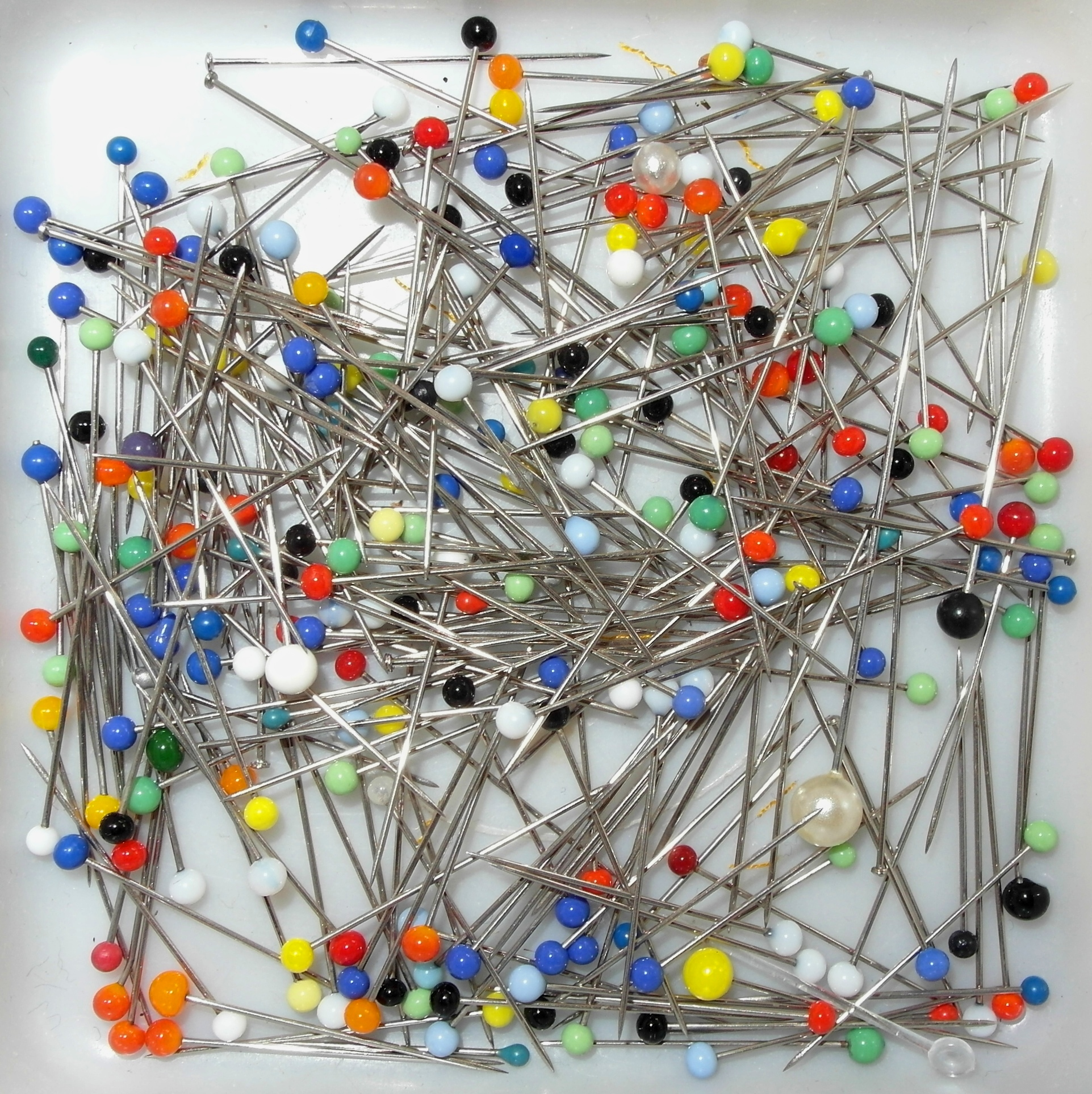
Trece alfileres arrojadas a la pila bautismal (imitando las arras matrimoniales)

Es costumbre del siglo XX que las mujeres en edad de contraer matrimonio (es decir, en la terminología popular: casaderas) se acerquen el 13 de junio a la ermita y depositen trece alfileres en la pila bautismal. Simulando el acto de las arras matrimoniales (trece monedas que los novios intercambian en la ceremonia nupcial). Siguiendo la tradición creada por las modistillas decimonónicas con el objeto de lograr un noviazgo en el transcurso de ese año. A finales del siglo XX se hizo popular que se llenara de alfileres la pila bautismal, y al introducir la mano con la palma abierta hasta el fondo de la pila, al sacarla se comprueba el número de alfileres clavados en la palma, siendo tantos como novios asignados para ese año (es decir del periodo comprendido desde junio a junio del siguiente San Antonio). Desde la tradición en la que las modistillas asistían a primeras horas de la mañana (seis y media a siete de la mañana) a poner una vela a San Antonio, besar su reliquia y echar los trece alfileres en la pila bautismal. Ataviadas con mantones, falda larga (trajes de volantes) y claveles ajustados al cabello. Hasta la celebración de comienzos del siglo XXI, hay gran diferencia: La afluencia masiva de público genera largas colas de espera a la pila bautismal.

### El "Pan del Santo"

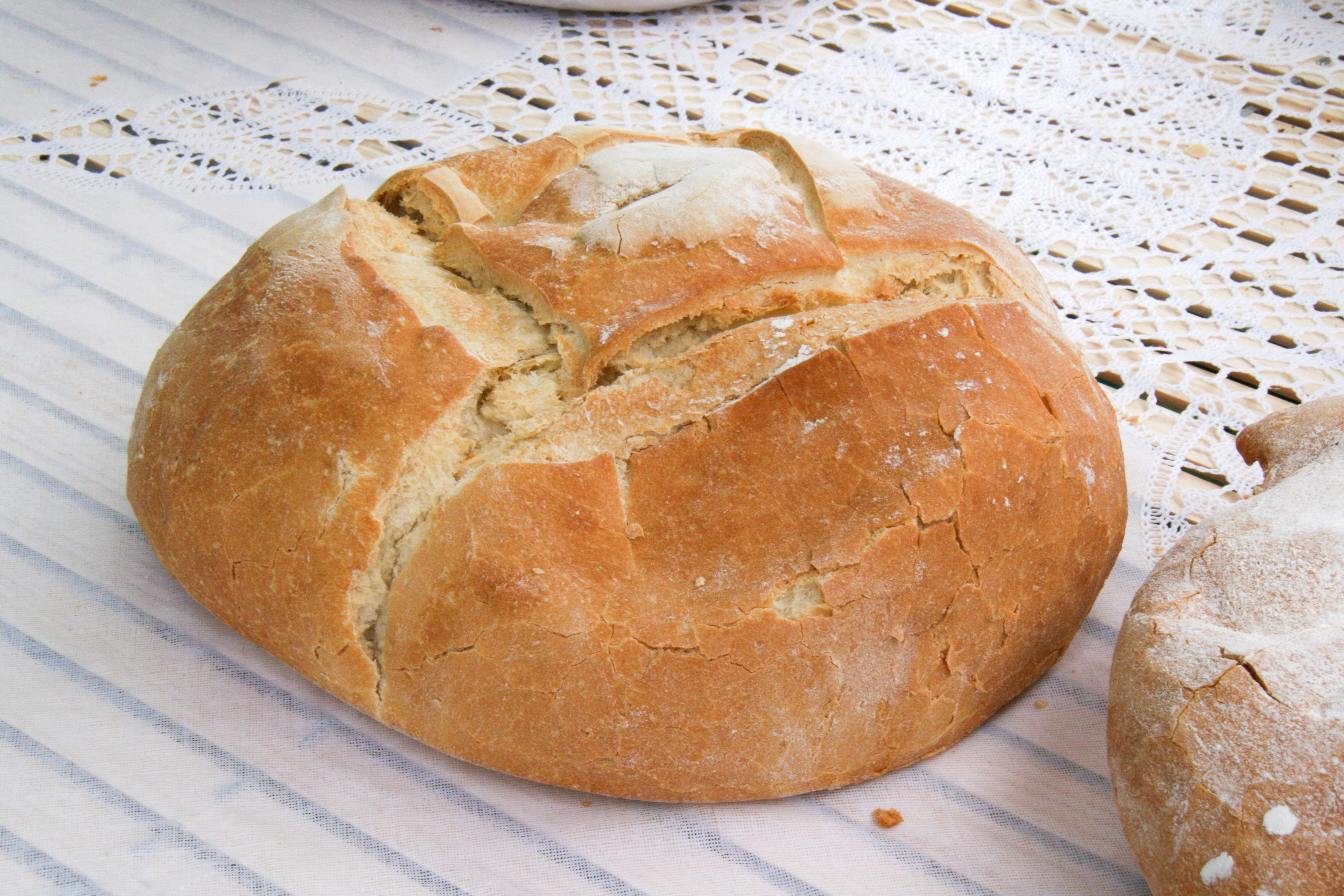
La bendición de los panes ("Pan de pobres")

De la costumbre de asistir a la misa para la “bendición de los panecillos”, tras la que se reparten entre los asistentes del día 13 los denominados panes del Santo que se suelen guardar durante un año con el objeto de ser bendecidos con bienes materiales, mediante el ahorro. De allí que estos panes, denominados también panes de los pobres sean bendecidos. La verbena se llenaba en sus días de diferentes vendedores callejeros: aguajoleros, buñoleros, barquilleros, reposteros, avellaneros, naranjeros, etc. En periodos más cercanos al siglo XXI se incluyeron puestos que ofrecían especialidades típicas de la cocina madrileña. 

### La verbena

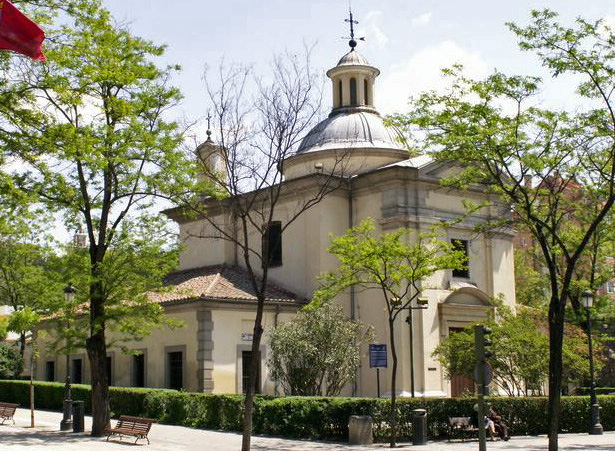
Escenario de la fiesta: la ermita de San Antonio de la Florida.

La asistencia posterior a los merenderos de la zona incrementó la estancia de personas en la zona cercana. A finales del siglo XX se realizaba la festividad en la cercana plaza de San Pol de Mar. Algunas de las atracciones se instalan cerca de la casa Mingo (donde se bebe sidra y pollo asado). Siendo la fecha de celebración del santo el día 13, sin embargo las celebraciones se prolongan durante casi una semana en torno a esta fecha, siendo habitual que se inicien actividades festivas el mismo día 9 (generalmente mediante la proclama de un pregón de fiestas). 

## La verbena en la cultura popular

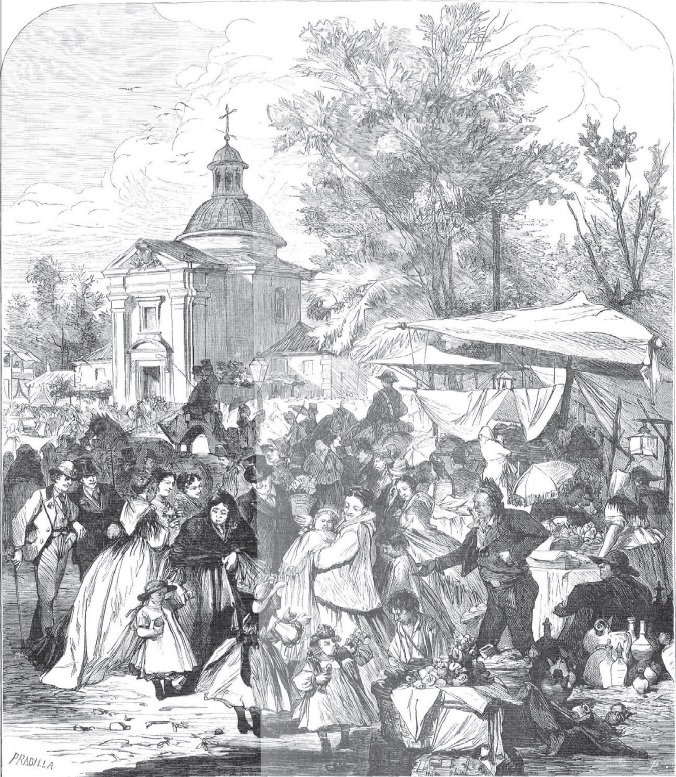
Verbena de San Antonio de la Florida. Dibujo de Francisco Pradilla (La Ilustración Española y Americana, 1873)

La aparición de la verbena de San Antonio en las obras de literatura, es habitual en las obras del género chico o costumbrismo. Es por esta popularidad por la que se suele insertar en escenas de la literatura de finales del siglo XIX, o comienzos del XX. Es tradicionalmente una de las primeras verbenas del año, tal y como dice la conocida seguidilla de Antonio Trueba, de : "La primera verbena que Dios envía es la de San Antonio de la Florida" (estrenada en 1931 en el Teatro Pavón). Es frecuente que aparezca la verbena, o su ambiente, reflejada en canciones populares, bien sean mazurcas (como en el caso de Luisa Fernanda en su popular mazurca de las sombrillas), zarzuelas y de protagonista absoluta al libreto de Eusebio Siena "San Antonio de la Florida" con música de Isaac Albéniz (estrenada en el Teatro Apolo). 
La fotografía se hace popular en estas fiestas, por entonces una novedad, y en ella se retratan personajes famosos. Existen fotografías de la verbena celebrada en 1923 y en la que se puede reconocer a Federico García Lorca y a Luis Buñuel posando juntos en un decorado que simula el vuelo de un aeroplano.
En los primeros años del siglo XXI la programación cultural con motivo de las fiestas de san Antonio de la Florida organizada por la Junta Municipal del Distrito de Moncloa-Aravaca en el entorno del parque de la bombilla fue muy intensa y en ella participaron celebridades del mundo de la cultura. Actuaron como pregoneros la actriz Carmen Sevilla (2002), el director de cine Antonio Mercero (1997), el director de teatro Gustavo Pérez Puig e incluso el presidente del Real Madrid, Lorenzo Sanz . También fueron pregoneros de las fiestas los periodistas Angel del Río, Juan Manuel de Prada o Juanjo de la Iglesia. Durante un tiempo desde la Junta de Distrito de Moncloa-Aravaca se encargó el cartel de las fiestas a artistas contemporáneos de reconocida trayectoria. El primero de los encargos fue al genial humorista gráfico Antonio Mingote, después lo realizaron artistas como José Manuel Ballester, Javier Ballester (Montesol), Guillermo Muñoz Vera, Herminio Molero e incluso Alberto Corazón primer miembro de la Real Academia de Bellas Artes de San Fernando con la que se creó la categoría de diseñador. Por el escenario principal de las fiestas de San Antonio de la Florida desfilaron grupos musicales y solistas de primera línea como Marta Sánchez (1997) Los del Río, Azúcar Moreno (2000) , Ketama, Lolita, Celtas Cortos, Danza Invisible, entre otros. También lo hicieron grupos emergentes como La Casa Azul (2007), Los Punsetes o Vetusta Morla que luego con el tiempo se han consagrado como grupos referentes en el panorama indie-pop español así como otro tipo de grupos del más diverso índole como Montana (2000), All Together Band (2000), Guaraná (2000),  Pettersellers o la Rabia del Milenio.

## Celebraciones paralelas en Madrid
Como vestigio de la celebración del Santo en siglos precedentes al XVIII, algunas parroquias de Madrid mantienen celebraciones paralelas como es el caso de la parroquia de Santa Cruz, donde la Real Congregación de San Antonio "El Guindero" se encarga de repartir pan y cerezas entre los feligreses ese día. En la calle del pez (ubicada en el barrio de Malasaña) la parroquia de San Antonio (de los Alemanes) celebra igualmente el santo. Igualmente en las calles de Comillas (barrio de Carabanchel).
Las verbenas más tradicionales en Madrid son ocho, que comienza el 13 de junio con la de San Antonio en la Ermita de San Antonio de la Florida, el 24 de junio se celebra la de San Juan Bautista en el Prado, el 27 de junio la de San Pedro Apóstol y San Juan en el Prado, el 16 de julio la de la Virgen del Carmen en Chamberí, el 25 de julio la de Santiago en la plaza de Oriente, el 7 de agosto la de San Cayetano en Lavapiés (zona de Cascorro), el 10 de agosto la de San Lorenzo en el mismo Barrio (en el eje de Argumosa y plaza de Lavapiés), y el 15 de agosto la de la Verbena de la Paloma. 